# Créole martiniquais
Le créole martiniquais (kreyòl Matnik ou tout simplement kreyòl) est une langue appartenant au groupe des langues créoles, parlée en Martinique et parmi la diaspora martiniquaise. Elle n'a pas le statut de langue officielle en Martinique, mais il s'agit d'une langue régionale parlée couramment dans toute l'île.
Ce créole est très proche du créole guadeloupéen (la différenciation d'avec ce dernier ne date que du XIXe siècle et si le World Atlas of Language Structures lui a attribué un code différent, elle partage toujours les mêmes codes ISO 639-3, IETF et Glottolog que le créole guadeloupéen) ainsi que des créoles dominiquais, saint-lucien (qui partagent des structures syntaxiques et grammaticales pratiquement identiques, quoique leur lexique comprenne plus de mots d'emprunt anglais), haïtien et guyanais.
Le créole martiniquais, tout comme les créoles guadeloupéen, haïtien, saint-lucien et dominiquais, est de base lexicale française, mais contient bien évidemment de nombreux apports syntaxiques et lexicaux africains provenant de langues d'Afrique de l'Ouest, telles que le wolof, le fon, l'éwé ainsi que des langues congolaises telles que le kikongo, du kalinago, langue autochtone amérindienne, du tamoul, ainsi que de l'anglais et de l'espagnol.
Les créoles guadeloupéens et martiniquais sont dans plus de 85 % des cas[réf. nécessaire] intercompréhensibles pour leurs locuteurs respectifs. En effet, leur pronoms sont tous identiques sauf pour la première (man/an) personne du singulier et deuxième personne (zòt/zò) du pluriel mais cela ne gène guère la compréhension. Certains mots diffèrent d'une langue à l'autre, notamment par l'absence ou la faible présence de "tch/tj" ou "dj" en créole guadeloupéen, souvent remplacés par d'autres sons. Il arrive que certaines variétés de plantes/animaux portent des noms différents d'une île à l'autre ou soit endémiques de l'une et absentes sur l'autre ce qui explique également la différence de lexical entre les deux créoles. 

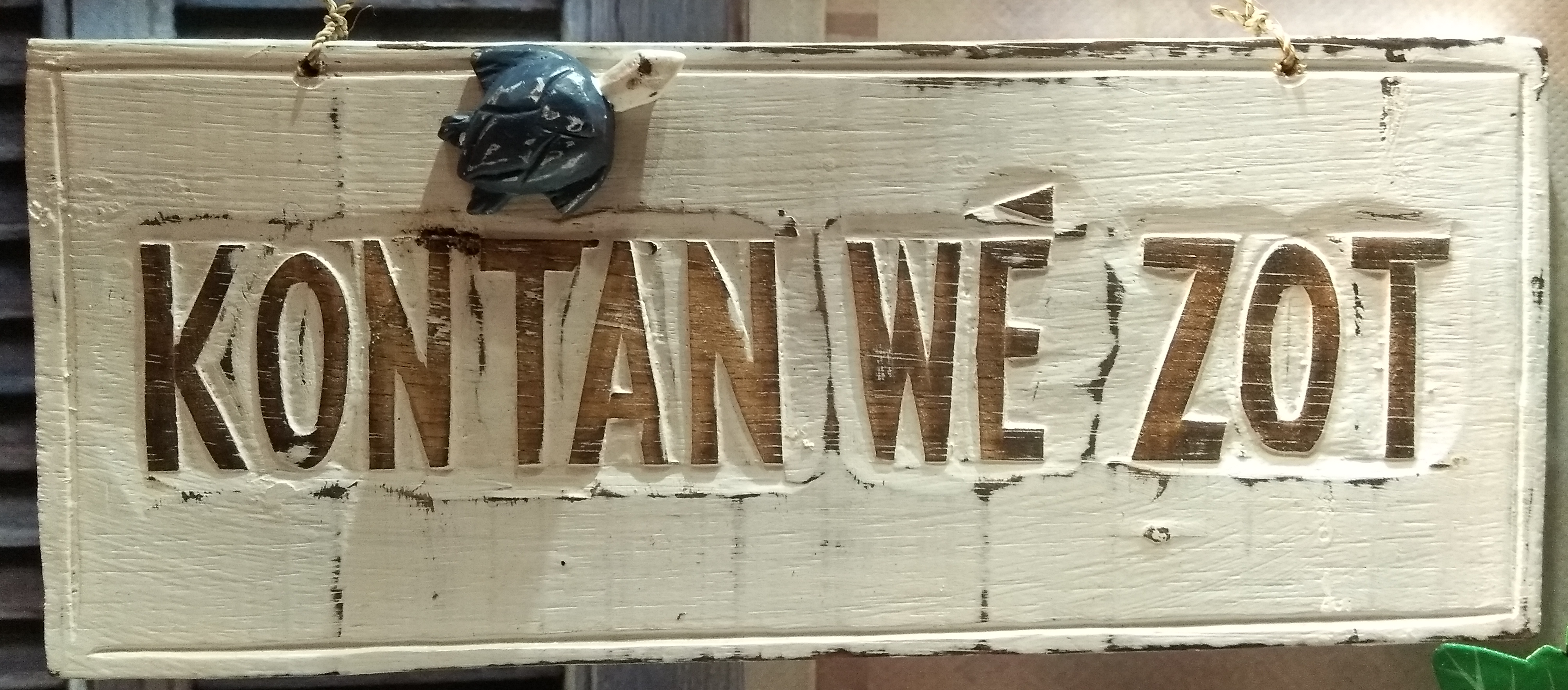
Panneau de bienvenue en créole martiniquais.

Leurs systèmes de temps de conjugaisons sont exactement les mêmes. En créole guadeloupéen on observe l'utilisation de la préposition "-a-/-an-" pour exprimer des rapports de lien ou possession. En créole martiniquais, en revanche, on utilise des pronoms réfléchis en tant que déterminants possessif juste derrière le nom.

## Genèse du créole martiniquais

### Histoire
La genèse du créole martiniquais, est, comme tout créole, l'histoire d'un contact entre deux populations de langues différentes devant communiquer. Au sein de ces deux populations, l'une est subordonnée à l'autre, et par conséquent, tenue de parler la langue du dominant (les théories sur le détail de ces contacts, et la façon dont ils aboutissent à une langue créole, sont diverses et toujours débattues). On ne commence à parler de « langue créole » qu'à partir du moment où le langage/pidgin, développé au départ pour la communication entre le colon et le colonisé, est appris par une nouvelle génération de locuteurs et utilisé pour les usages de tous les jours, et non plus uniquement comme lingua franca.
Les premières descriptions des possibles ancêtres des créoles antillais sont le fait de missionnaires, de clercs ou de visiteurs blancs qui parlent d'un "baragouin", d'un "français corrompu" utilisé pour communiquer avec les "Sauvages" (Indiens Caraïbes) lorsqu'ils étaient nombreux dans les îles, puis avec les "Nègres" (esclaves). Le jargon utilisé par les colons pour communiquer avec les Indiens Caraïbes, un français populaire et extrêmement simplifié, n'est pas obligatoirement l'ancêtre à proprement parler du créole, mais au départ, celui-ci diffère peu du jargon utilisé pour parler aux esclaves :
« Seigneur, toy bien sçave que mon frère luy point mentir, point luy iurer ; point dérober, point aller luy à femme d’autre, point luy méchant, pourquoi toy le voulé faire mourir ? ».
Puis, au fur et à mesure des contacts entre maitres et esclaves, les deux parties s'imitant mutuellement pour communiquer, le jargon s'éloigne progressivement du français, jusqu'à devenir la langue de la colonie. D'ailleurs, à la fin du XVIIIe siècle, les visiteurs constatent que les Blancs usent déjà entre eux du "jargon" qui était au départ la langue des esclaves :

« Quoi qu'il en soit, le langage créole a prévalu. Non seulement il est celui des gens de couleur, mais même des Blancs domiciliés dans la colonie, qui le parlent plus volontiers que le français, soit par habitude, soit parce qu'il leur plaît davantage. »

— Justin Girod de Chantrans, Voyage d'un Suisse dans différentes colonies d'Amérique, p 191, 1785
Au départ, les colons français n'utilisent pas le terme "créole", mais le voient comme une déformation du français par des esclaves considérés comme incapables de bien le parler.
Ces descriptions des "jargons" ancêtres du créole commencent au XVIIe siècle, et les premiers textes apparaissent dans la 2e moitié du XVIIIe siècle. Toutes ces anciennes retranscriptions émanent de francophones qui ne parlent pas forcément ce créole qu'ils décrivent, et à cette époque, on n'emploie pas encore le mot "créole" pour décrire ce langage.
L'un des plus anciens de ces textes (31 mai 1671) transcrit la déposition d'esclaves pécheurs dans une langue qui est l'ancêtre du créole martiniquais. Il s'agit d'un témoignage de rencontre en mer d'une créature "surnaturelle" en Martinique, au large du rocher du Diamant. Ici la déposition de l'un d'entre eux:
| "Proto-créole"                                                                                                  | créole martiniquais actuel                                                                            | Français |
| « moi mirer un homme en mer du Diamant, moi voir li trois fois, li tini assés bon visage et zyeux comme monde » | Man wè an nonm an lanmè bò Dyaman-an, man wè'y twa fwa, i té ni an mannyè bèl fidji épi zyé kon moun. | J'ai vu un homme en mer près du Diamant, je l'ai vu trois fois, il avait un assez beau visage et des yeux humains. |
| « li tini grande barbe grise, li sorti hors de l'eau, regardé nous tous »                                       | I té ni an gran bab gri, i sòti an dlo-a, la ka gadé nou tout                                         | Il avait une grande barbe grise, est sorti de l'eau et nous a tous regardés.                                       |
| « moi prendre ligne et zain pour prendre li. Moi teni petit peur; non pas grand »                               | Man pran lyen epi sen-an pou pran'y. Man té ni pè tibwen, tibwen sèlman.                              | J'ai pris ma ligne et mon filet pour l'attraper. J'avais peur, juste un peu.                                       |
| « et puis li caché li. li tourné pour garder nous enpartant. li tini que comme poisson »                        | Epi i anni chapé séré. I tounen pou gadé nou lè i téka pati. I té ni an latjé kon an pwason.          | Puis il s'est caché. Il s'est retourné pour nous observer en partant, il avait une queue de poisson.               |

### Différenciation avec le français
Le créole martiniquais s'est éloigné du français sur le lexique et sur la grammaire de façon assez similaire aux autres créoles antillais. L'essentiel de son lexique provient du français, malgré quelques apports anglais, espagnols, amérindiens et africains.
Le français et le créole s'éloignent au fur et à mesure, d'abord par imitation mutuelle des maîtres et des esclaves, puis simplement par éloignement géographique.

#### Dans les grammaire, conjugaison et syntaxe
Les syntaxe et grammaire sont radicalement différentes de celles du français, à l'instar des temps verbaux se manifestant par une particule (par exemple ka pour le présent, téka pour l'imparfait) avant le verbe plutôt que par une terminaison :
|                                    | Créole        | français    |
| Infinitif                          | manjé         | manger      |
| Présent 1re personne du singulier  | Man ka manjé  | Je mange    |
| Imparfait 2e personne du singulier | Ou téka manjé | Tu mangeais |

La généralisation de l'utilisation de ces particules, et leur stabilisation, est assez tardive. Par exemple, la particule ka, qui d'ailleurs fait la différence entre les créoles en ka des petites Antilles (Martinique, Guadeloupe, Dominique) et les créoles en ap (haïtien), ne se généralise et se stabilise qu'au XIXe siècle, peut-être du fait de la convergence entre le créole des esclaves et celui des Blancs. Les transcriptions de créole les plus anciennes utilisent encore des infinitifs sans particules.
On observe également en grammaire créole quelques simplifications par rapport au superstrat français, notamment l'absence de genre grammatical ou de voix passive. Les pronoms personnels sont toutefois plus nombreux. Exemple de conjugaison du verbe dormir, dòmi :
| Français                           | Créole               |                     | Remarques                                                                                       |
| Je                                 | Man, Mwen, An        | Man/Mwen/An ka dòmi | An est un guadeloupéanisme récent                                                               |
| Tu                                 | Ou                   | Ou ka dòmi          |                                                                                                 |
| Vous (formel)                      | Ou                   | Ou ka dòmi          |                                                                                                 |
| Il (neutre)                        | I                    | I ka dòmi           | Le créole possède un pronom personnel neutre qui peut être à la fois synonyme de il ou de elle. |
| Il (masculin)                      | Misyé, mesyé, musyeu | Misyè ka dòmi       | Exemple : Musyeu pa djè ni tan: il n'a pas beaucoup de temps.                                   |
| Elle (féminin)                     | Manzel               | Manzel ka dòmi      | Exemple : Manzel pa djè enmen jwé : elle n'aime pas beaucoup jouer                              |
| Nous                               | Nou                  | Nou ka dòmi         |                                                                                                 |
| Vous (pluriel)                     | Zòt                  | Zòt ka dòmi         | Il ne s'agit pas d'un "vous" de vouvoiement                                                     |
| Ils(neutre), Ils (masculin), Elles | Yo                   | Yo ka dòmi          | Exemple : Yo ka jwé : ils jouent.                                                               |

Pour la 3e personne du singulier neutre "I", il est à noter également que, contrairement à d'autres créoles antillais, l'utilisation de "li" en pronom personnel non-réfléchi est quasiment absente.

#### Lexique
Un grand nombre de mots créoles dérivent du français via une transformation prévisible. Ces mécanismes ont pour but de favoriser l'euphonie, c'est-à-dire esthétique au sein de la langue. 
Toutes ces modifications ont progressivement transformé le vocabulaire français en vocabulaire créole.
En effet, on constate que le créole martiniquais cherche souvent à former des mots de deux syllabes commençant par des consonnes de préférence. On remarque aussi que trop de consonnes ou deux voyelles n'entre jamais en contact au sein d'un même mot. Le créole essaie donc du mieux qu'il peut de suivre un modèle ergonomique de prononciation où les consonnes et les voyelles s'enchainent ainsi : C V C V (Consonne-Voyelle-Consonne-Voyelle).
Voici la liste des transformations mises en œuvre afin d'y parvenir :
- L'aphérèse désigne l'omission d’un ou de plusieurs sons au début d’un mot. Dans la différenciation du créole avec le français, l'aphérèse a surtout concerné les préfixes « a », « é », « em », « ou », et « en » des verbes français[12]. Ainsi, les verbes créoles sont souvent composés d'une ou deux syllabes seulement.

| Créole       | Français  |
| limen        | allumer   |
| kouté        | écouter   |
| tann         | entendre  |
| bliyé        | oublier   |
| garé         | égarer    |
| téré         | enterrer  |
| batjé/batché | embarquer |
| gadé         | regarder  |
| pòté         | apporter  |
| ja/za        | déjà      |

- La syncope est l'omission d'un ou de plusieurs sons au milieu d'un mot[13]. En créole, elle concerne souvent la lettre "r" des mots français. Cela arrive le plus souvent à la frontière de plusieurs syllabes au sein d'un même mot et permet de diminuer le nombre de consonne en contact. Ce phénomène rend la prononciation plus aisé.

| Créole | Français        |
| maché  | marcher         |
| matjé  | marquer         |
| dòmi   | dormir          |
| pòté   | apporter/porter |
| rété   | rester          |

- L'apocope est l'omission d'un ou de plusieurs sons à la fin d'un mot[14]. En créole, elle peut concerner toutes les consonnes liquides finales d'un mot français. L'apocope du "r" final était déjà présente dans certains patois de l'Ouest français. Ce phénomène s'applique presque systématiquement aux mots français en "-eur", "aire" et "ère".  Sa conséquence principale est que les mots obtenus se terminent par une voyelle, le plus souvent "è". Cela rend la langue chantante.

| Créole             | Français   |
| tab                | table      |
| kapab              | capable    |
| èkzanp             | exemple    |
| kalvè              | calvaire   |
| lanmizè "pauvreté" | (la)misère |
| fréchè             | fraicheur  |
| frè                | frère      |
| sè                 | soeur      |
| zéklè              | éclair     |
| pè                 | peur       |
| lè                 | heure      |

- La prosthèse est l’addition d’un son ou d'un ensemble de sons au début d’un mot. Elle permet de répondre au besoin esthétique de posséder deux syllabes dans un nom commun et au besoin ergonomique d'avoir des consonnes à l'initiale. Afin de réaliser un tel processus, le créole se sert des sons /z/ produits en français lors des liaisons ou encore de déterminants (l' ; la ; de ; du, etc.) qui viendront s'ajouter au début des mots tels des préfixes. Dans les cas où l'on prélève l'article français "du", le son /y/ ("u" français), se changera en son /i/ afin de former le préfixe créole "di-". Dans le cas où l'on prélève l'article "la" et que la consonne qui suit est une consonne nasale ("n" ou "m"), le "a" sera nasalisé également. On obtient donc le préfixe "lan-". La prosthèse tend à disparaître au fil des générations mais se maintient dans beaucoup de cas, notamment dans les mots ci-dessous.

| Créole                 | Français              |
| dlo                    | (de l')eau            |
| diri                   | (du)riz               |
| difé                   | (du)feu               |
| zyé "œil"              | yeux                  |
| lanmè                  | (la)mer               |
| lannwit                | (la)nuit              |
| lavi                   | (la)vie               |
| zédjwi                 | aigüille              |
| zoranj                 | orange                |
| masè                   | (ma)sœur "religieuse" |
| Latè "planète Terre"   | (la)Terre             |
| loto "voiture"         | l'auto(mobile)        |
| lòd                    | (l')ordre             |
| lafòs "force physique" | (la)force             |

- L'épenthèse est l'insertion d’un son au milieu d’un mot. Attesté dans les créoles à base lexicale anglaise, ce phénomène est rare dans la créolisation du français[15]. Toutefois, l'ajout d'un "y", d'un "w" ou d'un "h" au milieu des mots est très répandu car évitant un hiatus qui serait difficile à prononcer voire jugé dissonant. Cette pratique est typique de "l'accent antillais" et peut même s'entendre très légèrement lorsqu'un créolophone s'exprime en français, notamment en prononçant des noms propres. À l'inverse, un locuteur ayant l'habitude de s'exprimer en français plus souvent qu'en créole prononcera ces consonnes de façon très légère. En revanche, l'ajout de "l" au milieu des mots est très rare. Les deux premiers exemples ci-dessous sont parmi les quelques perdurant dans l'usage courant, mais ils sont très situationnels. En outre, les mots comportant un "l" ajouté sont principalement utilisés par la population martiniquaise vieillissante, les plus jeunes recourant à des alternatives récentes plus proches du français.

| Français  | Créole    |
| Chavirer  | Chalviré  |
| Trébucher | Trilbiché |

### Différenciation avec les autres créoles

#### Parmi les créoles dans le monde
Comme tous les créoles, le créole martiniquais est l'évolution d'un pidgin créé pour l'intercompréhension d'une classe de colons et d'une classe de colonisés. La parenté entre les différents créoles ainsi créés par l'expansion coloniale européenne, et leur modalités d'apparitions est un sujet toujours débattu. Pour cette raison, et de par leur mode formation un peu particulier, les créoles ne sont en général pas placés dans grandes familles de langues selon leurs affinités génétiques, mais dans le groupe non-génétique des langues créoles.
Ainsi, bien que classés dans ce groupe, les créoles du monde ne découlent pas d'un seul pidgin qui serait leur ancêtre à tous. Par exemple, les créoles à base lexicale anglaise découlent d'un autre épisode de créolisation que les créoles à base lexicale française.

#### Parmi les créoles «français»
La question de savoir si les créoles à base lexicale française sont le résultat d'un ou plusieurs épisodes de créolisation (c'est-à-dire de savoir si tous les créoles français ont un seul pidgin ancêtre en commun, ou se sont constitués indépendamment à plusieurs endroits de l'empire colonial français), n'est pas aussi controversée que pour le cas des créoles à base anglaise.
En effet, ces créoles se retrouvant dans trois régions très éloignées (Amériques, océan Indien, océan Pacifique), il est considéré qu'ils ne peuvent être issus de moins de trois genèses différentes et indépendantes
Le créole martiniquais fait partie du continuum des « créoles antillais » (dont il est parfois considéré comme un dialecte), à l'instar des créoles guadeloupéen, saint-lucien, dominiquais, et trinidadien. Ces créoles antillais sont apparentés d'abord au créole haïtien, puis moins étroitement aux créoles continentaux louisianais et guyanais.
Enfin, ces créoles américains se distinguent des créoles de l'océan Indien (mauricien, réunionnais, seychellois), ainsi que ceux du Pacifique (par exemple le Tayo, en Nouvelle-Calédonie).
| français                     | martiniquais                                | guadeloupéen          | dominiquais         | haïtien                   | guyanais               | louisianais                  | réunionnais                 | mauricien                         | tayo                                            |
| ---------------------------- | ------------------------------------------- | --------------------- | ------------------- | ------------------------- | ---------------------- | ---------------------------- | --------------------------- | --------------------------------- | ----------------------------------------------- |
| La maison de mon père        | Kay papa mwen                               | Kaz a pap'an mwen     | Kaz papa mwen       | Kay papa mwen             | kaz mo papa            | Lamezon mo papa              | la kaz mon papa             | Lakaz mo papa                     | mesõ pu papa pu mwa                             |
| Trois de ses amis étaient là | Twa kanmarad-li té la                       | Twa zanmi a'y té la   | Twa frenn-li te la  | twa nan zanmi li yo te la | trwa di so zanmi té la | Trwa dan so zami (-ye) te la | troi son bann dalon lété la | Trwa (depi) so bann kamarad ti la | na trwa parmi tle kamarad pu lja sa sola ete la |
| Où est-il?                   | Eti-y? Kote i ye a ?                        | Ola i yé?             | Ola i ye?           | kote l'(i) (ye)?          | koté li fika ?         | Eyou li ye?                  | ousa li lé?                 | Kot li (ete)?                     | le u lka?                                       |
| Sa mère l'appelle            | Manman-y ka kriye-y / Manman li ka kriye li | Manman a'y ka kriyé'y | Manman'y ka kouye'y | manman'l ap rele'l?       | so manman ka aplé li   | So moman (ap)e pele li       | son moman i kriy ali        | So mama pe kriye li               | mater pu lja la ãtrãde aple lja                 |

Les travaux précurseurs sur la classification des créoles français, en utilisant des caractéristiques morpho-linguistiques plutôt que géographiques, datent des années 1960. Parmi ces caractéristiques morphologiques, on trouve notamment la particule préverbale ka pour le présent progressif, qui est partagé par les créoles des Antilles et guyanais, là ou les créoles haïtiens possèdent une particule ap. De la même façon, on observe la présence de ba(y) pour "donner" rapprochant tous les créoles caribéens + guyanais et les différenciant du créole louisianais.

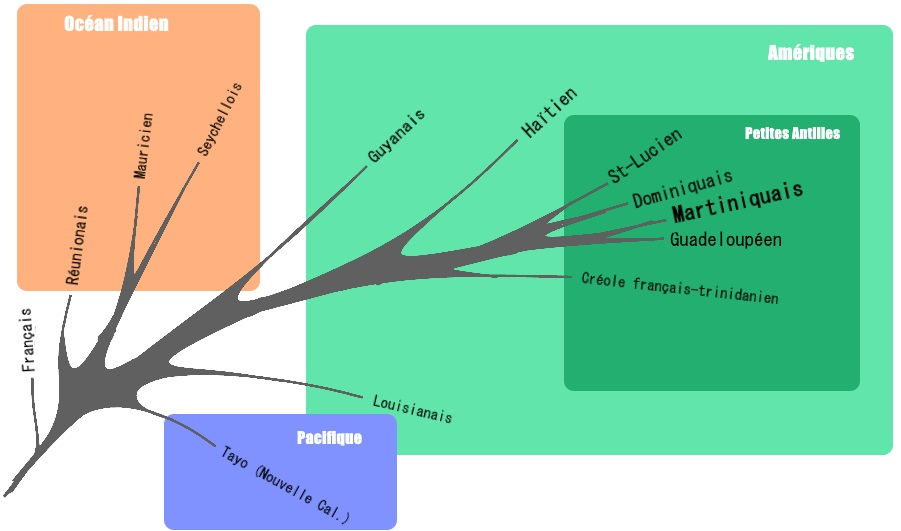
Parenté entre créoles à base lexicale française.

M. F. Goodman (1964) classe les créoles français comme ci-dessous:
- racine
  - Créoles de l'océan Indien
    - Réunionnais
    - Mauricien

  - Créoles américains
    - Lousianais
    - Présence de ba(y)
      - Guyanais (particule ka)
      - Haïtien (particule ap)
      - Martiniquais, Guadeloupéen, Saint-lucien, Dominiquais, Trinidadien (particule "ka")

## Usage

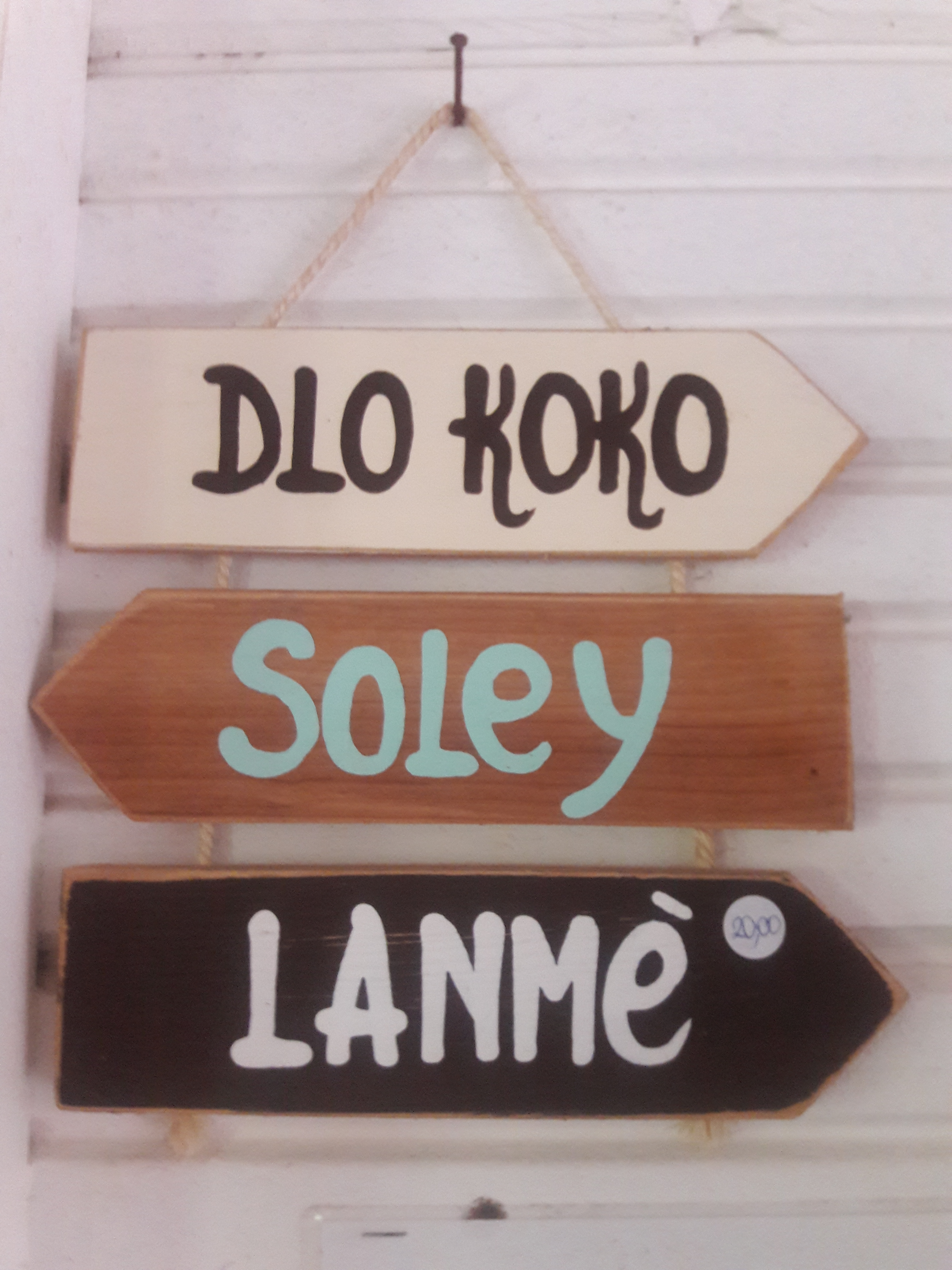
Panneau en créole : dlo koko (eau de coco), soley (soleil), lanmè (mer).

### Une langue historiquement reléguée
À l'origine langue parlée à la fois par les esclaves et les colons, le créole est progressivement entré en compétition avec le français qui se diffusait dans les Antilles. Assez rapidement, et comme dans les autres possessions françaises des Caraïbes, le créole martiniquais se voit relégué : « ces langues [sont] en butte à la répression scolaire et sociale ».
L'école participe activement à la francisation des Martiniquais. Pendant longtemps, le créole, considéré comme une variété inférieure, n'a pas droit de cité dans l'enceinte scolaire. Les différentes lois autorisant ou promouvant l'enseignement des langues régionales à l'école (loi Deixonne de 1951, loi Haby de 1975, circulaire Savary de 1982...) n'ont presque pas d'impact en Martinique. Seules quelques expériences d'enseignement du créole sont menées à Rivière-Pilote et à Basse-Pointe dans le premier cycle du secondaire.
Ce n'est que dans les années 1990 que le créole est intégré à l'enseignement, afin d'améliorer les résultats des élèves. En 2000, un CAPES de créole a été instauré, qui concerne tous les créoles antillais.

### Diglossie face au français
En Martinique, le créole n'a aucun statut contrairement au français qui a valeur de langue officielle. Les deux langues sont dans une situation de diglossie, inégalitaire : « La langue française, à quelques exceptions (...) près, peut être utilisée dans toutes les situations de parole (formelles et informelles) tandis que la langue créole tend à n'être employée que dans les situations informelles ». L'usage du créole obéit donc à des règles sociales, comme l'indique Jean Bernabé : « on ne parle pas créole impunément dans n’importe quelle situation ».
La transmission du créole se fait par deux biais. Dans les familles uniquement créolophones, la langue est transmise par les parents aux enfants. Dans les familles où le français domine et est la langue maternelle, les parents n'enseignent pas le créole à leurs enfants : la langue est transmise par les pairs (groupes d'amis, etc) qui ne parlent pas français. Néanmoins, les locuteurs créolophones unilingues sont de plus en plus rares. En effet, « les progrès de la scolarisation précoce et plus encore, le développement des crèches sont à l’origine d’une mutation cruciale qui est en train de transformer la langue française en langue maternelle de tous les Guadeloupéens et Martiniquais ». Cependant, pour Jean Bernabé, le créole ne semble pas menacé, car il est présent fortement dans les médias martiniquais (radio et télévision). Dans le même temps, le créole tend à se rapprocher de plus en plus du français, ce qui constitue selon l'auteur une « décréolisation qualitative ».
Le 25 mai 2023, l'assemblée de la collectivité territoriale de Martinique (CTM) reconnait que le créole est la langue officielle de la Martinique au même titre que le français. « Selon l’Insee, plus de 70% des Martiniquais et des Martiniquaises la pratiquent au quotidien chez eux, au travail ou entre amis ». Une modification du code général des collectivités territoriales sera présentée dans ce sens par la CTM, au Premier ministre, aux présidents de l’Assemblée nationale et du Sénat, ainsi qu’au préfet.
Le jeudi 3 octobre 2024, le tribunal administratif de la Martinique a annulé par un jugement, la délibération de l'Assemblée de Martinique du 25 mai 2023 reconnaissant la langue créole comme langue officielle de la Martinique.

### Le créole mélangé au français
Dans les années 1980, « L.-F. Prudent relève la propension des Martiniquais à employer le créole et le français en même temps, pratique qu’il nomme interlecte ». Les deux langues s'interpénètrent, se mélangent : le français s'est répandu dans les salles de classe, mais le créole a fait son apparition dans la publicité et dans les médias. Cet interlecte est surtout pratiqué en milieu urbain (Fort-de-France), où se concentre la majorité de la population. Pour G. Daniel Véronique, « un nouveau rapport interlinguistique s’est instauré » entre créole et français. Voici un exemple de créole mélangé au français :

« Kréyol sé lang nou Martiniké... alo nou ka palé kréyol... tandis que, en France, c'est le français qu'on parle. Alors comme nou za abitué palé kréyol nou, sé kréyol nou ka palé... »

— L.F. Prudent, 1983

### Pratique du créole au sein de la population martiniquaise
Le créole est la langue maternelle de la majorité de la population martiniquaise. D'autre part, il est parlé en tant que seconde langue maternelle par certaines catégories, notamment les békés, descendants des anciens propriétaires terriens français. De même, « tous les nouveaux immigrants d’Asie ou du Proche-Orient ont maintenant perdu leur langue d’origine et ont adopté le créole martiniquais comme langue maternelle ». Les métropolitains, surnommés « métros » ou « zoreilles », ne parlent généralement que le français.

## Systèmes graphiques
Comme la plupart des créoles antillais, le créole martiniquais s'est toujours écrit via l'alphabet latin. On distingue plusieurs types de graphies : les graphies étymologiques et les graphies phonético-phonologiques.

### Graphie étymologique
Avant toute standardisation, et depuis le XVIIe siècle, les tentatives pour écrire le créole martiniquais se calquaient sur le français. Un mot créole était écrit de façon qu'il ressemble au mot français dont il est issu. C'est pourquoi on parle de graphie étymologique. Par exemple, J. Turiault écrit en 1874:
| Créole martiniquais                       | français                                              |
| « Monte ou assous couche ou bouc ou tou » | Votre montre est sur votre couche, votre boucle aussi |

La graphie étymologique fait en sorte que l'on puisse reconnaître que monte = montre, couche = couche, bouc = boucle.

### Graphie GEREC (ou phonético-phonologique)
Depuis les années 1970, le créole martiniquais fait l'objet d'une standardisation par un organisme nommé groupe d'études et de recherches en espace créolophone (GEREC). Les graphies étymologiques sont abandonnées au profit d'une graphie standardisée phonético-phonologique. 
Cette graphie, qui est aujourd'hui la plus employée[réf. souhaitée], est cependant largement critiquée par de nombreux segments de la population martiniquaise. La graphie phonétique rend en effet souvent le texte difficilement compréhensible par les locuteurs du créole, qui, étant tous alphabétisés en français, doivent faire un pénible effort de déchiffrement pour retrouver le sens des mots, comme le ferait un locuteur du français si ce dernier était écrit de manière purement phonétique. Par ailleurs, cette graphie est également critiquée[Par qui ?] sur un plan plus politique, ses détracteurs considérant qu'elle est motivée par des relents nationalistes et relève d'une volonté de faire passer le créole pour une lanque plus éloignée du français qu'elle ne l'est réellement[réf. souhaitée]
| Graphie étymologique                    | Graphie standard GEREC               | Français                                                   |
| Monte ou assous couche ou bouc ou tou   | Mont-ou asou kouch-ou bouk-ou tou    | Votre montre est sur votre couche, votre boucle aussi      |
| Ça ou pa save grand passé'w             | Sa ou pa sav gran pasé'w             | Ce que tu ignores te surpasse (proverbe)                   |
| Ravèt pa janmin ni raison douvant poule | Ravèt pa janmen ni rézon douvan poul | Les cafards n'ont jamais raison face aux poules (proverbe) |

Le standard GEREC pour le créole martiniquais contient 24 lettres : a, b, c, d, e, f, g, h, i, j, k, l, m, n, o, p, r, s, t, u, v, w, y, z. Il comprend également les signes diacritiques que sont les accents aigus et graves sur les lettres e et o pour noter les phonèmes /e/ (é), /ɛ/ (è) et /ɔ/ (ó). Contrairement à la graphie choisie pour le créole haïtien, le créole martiniquais supporte les accents é, et è.
L'orthographe selon le standard GEREC est phonétique. À chaque son correspond une unique lettre ou combinaisons de voyelles, le digramme ch notant le phonème /ʃ/.
De même, "u" est peu fréquent en créole et les "x" sont inexistant. Ces lettres souvent substituées respectivement par ou et par ks, kz ou z. Ex. « Par exemple : Xavier, est-ce que tu es là ? » devient « Pa èkzanp: Zavyé, ès ou la? ».
Une certaine confusion règne entre l'utilisation du r et du w pour les locuteurs étrangers, mais ces deux lettres sont bien distinctes.
La lettre ‹ r › sert à désigner une consonne spirante vélaire voisée (API : /ɰ/). C'est une consonne très peu fréquente dans les langues.
Fait notable, on constate que lorsqu'en français, la voyelle qui suit est arrondi (o, ou, on), le "r" du créole martiniquais a tendance à s'arrondir également. Ce phénomène crée une spirante labio-uvulaire voisée /r+w/ dont le son se rapproche de la spirante labio-vélaire voisé /w/. Le son labio-uvulaire voisé ne possède pas non-plus de notation dans l'API. Il peut d'ailleurs être considéré comme la succession d'une spirante uvulaire et d'une spirante labio-vélaire /rw/.
Les deux sons (labio-vélaire et labio-uvlaire) sont dans l'usage courant considérés comme des allophones et la convention graphique préconise donc ‹ w › dans les deux cas. De plus le son /rw/ tend à disparaître à l'oral au profit de /w/ dans toutes les positions.
On a donc les mots : 
- "roi" prononcé rwa/wa et écrit "wa" 
- "roue" prononcé rwou/wou et écrit "wou"
- "problème" devenant "pwoblèm"
- "rouge" devenant "wouj"
- "gros" devient "gwo"

Dans les autres cas, c'est-à-dire lorsque la syllabe comporte une voyelle non arrondie (a, e, è, i, an), la distinction entre /r/ et /w/ est clairement indentifiable à l'oral et on ne se réfère qu'à la prononciation de la syllabe pour savoir s'il faut écrire r ou w, ainsi : 
- "rat" devient "rat" /rat/, et non "wat" qui équivaut à "ouatte" 
- dans les mots "gra" et "Gwadloup" la distinction peut facilement être faite à l'oral
- on observe la paire minimale "frè"(frère) et "fwè"(fouet)
Dans le tableau ci-dessous ne sont recensées que les lettres qui diffèrent de leur emploi français standard :
| Créole | Transcription API | Français standard |
| ------ | ----------------- | --- |
| g      | /g/               | /g/ ou /ʒ/ |
| h      | /h/               | Muet, le «h» n'influence que l'élision en français standard                                                          |
| w      | /w/               | /w/ ou /v/ |
| r      | /w/               | /ʁ/ |
| s      | /s/               | /s/ ou /z/ |
| y      | /y/               | /i/ ou /j/ |
| an     | /ɑ̃/               | /ɑ̃/ ou /an/ |
| an'    | /ɑn/              | Rare comme dans «âne» → /ɑn/                                                                                         |
| ann    | /ɑ̃n/              | Très rare, surtout en contexte de liaison. J'en ai reçu → /ʒɑ̃nɛʁsy/ Comparativement à J'en suis sorti → /ʒɑ̃sɥisɔʁti/ |
| anm    | /ɑ̃m/              | Aucune équivalence en français standard                                                                              |
| ay     | /aj/              | Généralement orthographié «ai» Travail → /tʁavaj/ Bail → /baj/ Ail → /aj/                                            |
| in     | /in/              | Comme dans « Chine » /ʃin/                                                                                           |
| en     | /ɛ̃/               | Généralement écrit « in » (d'autres formes existent)                                                                 |
| enn    | /ɛ̃n/              | Aucune équivalence en français standard                                                                              |
| on     | /ɔ̃/               | |
| onm    | /ɔ̃m/              | Aucune équivalence en français standard                                                                              |
| onn    | /ɔ̃n/              | Très rare, surtout en contexte de liaison On a acheté → /ɔ̃nɑaʃte/ Le bon ami → /ləbɔ̃nami/                            |
| ch     | /ʃ/               | |
| tj     | /tʃ/              | Généralement orthographié « tch » comme dans République tchèque                                                      |

## Exemple de proverbes créoles
| Proverbe | signification                                                                                           | signification littérale |
| --- | --- | --- |
| Bèf-la ka janbé la pak ba                                                                                   | On recherche toujours la solution la plus facile/ on profite toujours de ceux qui sont les plus faibles | Le bœuf enjambe la barrière au plus bas |
| Pa fè moun sa'w pa té ké enmen yo fè'w                                                                      | Ne fais pas aux autres ce que tu n'aurais pas aimé que l'on te fasse                                    | Ne fais pas aux autres ce que tu n'aurais pas aimé que l'on te fasse |
| Mouton enmen kité kou'y pann                                                                                | Il faut se méfier de ceux qui affichent une grande humilité                                             | Le mouton aime garder son cou penché |
| Ri diri, pléré lanti                                                                                        | rira bien qui rira le dernier                                                                           | rire du riz, pleurer des lentilles |
| Pati pa rivé                                                                                                | rien ne sert de courir, il faut partir à point                                                          | en partant, on n'est pas certain d'arriver ("parti, pas arrivé") |
| Yich-tig paka fèt san zong                                                                                  | tel père, tel fils                                                                                      | un tigre ne naît pas sans griffes |
| Chyen paka fè chat                                                                                          | les chiens ne font pas des chats                                                                        | les chiens ne font pas des chats |
| Chak chyen ka niché tèt kal yo an gou kò yo                                                                 | Chacun fait comme il l'entend                                                                           | Chaque chien se lèche les parties selon son goût |
| Tibèf pa janmen fèt san latjé                                                                               | tel père, tel fils                                                                                      | un veau ne naît pas sans queue |
| Tipoul suiv tikanna mo néyé                                                                                 | Il faut agir selon ses capacités, rester dans sa catégorie                                              | Le poussin qui suit le caneton meurt noyé |
| Ravèt pa janmen ni rézon douvan poul                                                                        | la raison du plus fort est toujours la meilleure                                                        | le cafard n'a jamais raison devant la poule |
| Sé bon pyé ki sové mové kò                                                                                  | ce sont les pieds sains qui peuvent sauver un corps malade                                              | ce sont les pieds sains qui peuvent sauver un corps malade |
| Kabrit bwè, mouton sou                                                                                      | il ne faut pas se fier aux apparences                                                                   | le cabri boit, mais on accuse le mouton d'être saoul |
| Sa ki ta'w, larivyè paka chayé'y                                                                            | Nul n'échappe à son destin                                                                              | Ce qui est tien la rivière n'emporte pas |
| Dapré manman makak sé yich-li ki pli bel/ Tout makak ka twouvé yich-yo bel/Makak pa janm twouvé yich-yo lèd | On manque de recul par rapport à sa famille                                                             | D'après la mère du singe, la plus belle créature sur terre c'est son fils/Tous les singes trouvent leurs enfants beaux/les singes n'ont jamais trouvé que leurs enfants étaient laids |
| Chien maré fèt pou lapidé                                                                                   | Une personne coincée dans une situation/sans échappatoire est à la merci des autres                     | Un chien attaché est fait pour se faire lapider |
| Two présé pa ka fè jou ouvè                                                                                 | Chaque chose vient en son temps, rien ne sert de s'énerver                                              | Le jour ne se lève pas plus vite pour les gens pressés |
| Chyen pa lé bannann, i pa lé poul pran'y                                                                    | Se dit d’une personne qui ne veut pas partager quelque chose, même si elle n’en veut pas                | Le chien ne veut pas de bananes, mais ne veut pas que les poules les lui prennent |